# غويلرمو دانييل رودريغيز
غويلرمو دانييل رودريغيز (بالإسبانية: Guillermo Daniel Rodríguez)‏ (21 مارس 1984 مونتفيدو الأوروغواي - ) هو لاعب كرة قدم أوروغواني يلعب كمدافع.

## روابط خارجية
- غويلرمو دانييل رودريغيز على موقع الاتحاد الأوربي (الإنجليزية)
- غويلرمو دانييل رودريغيز على موقع رابطة كرة القدم الفرنسية للمحترفين (الإنجليزية)
- غويلرمو دانييل رودريغيز على موقع قاعدة بيانات كرة القدم.إي يو (الإنجليزية)
- غويلرمو دانييل رودريغيز على موقع ناشيونال فوتبول تيمز (الإنجليزية)
- غويلرمو دانييل رودريغيز على موقع Soccerway.com (الإنجليزية)
- غويلرمو دانييل رودريغيز على موقع عالم كرة القدم.نت (الإنجليزية)
- غويلرمو دانييل رودريغيز على موقع AS.com (الإسبانية)